# Lomatium laevigatum
Lomatium laevigatum är en flockblommig växtart som först beskrevs av Thomas Nuttall, John Torrey och Asa Gray, och fick sitt nu gällande namn av John Merle Coulter och Joseph Nelson Rose. Lomatium laevigatum ingår i släktet Lomatium och familjen flockblommiga växter. Inga underarter finns listade i Catalogue of Life.